# Институт радиационных проблем НАН Азербайджана
Институт Радиационных Проблем НАНА — один из институтов Отделения физико-математических и технических наук Национальной академии наук Азербайджана.

## Общие сведения
Институт Радиационных Проблем — научная организация в системе Национальной Академии Наук Азербайджана, занимающаяся фундаментальными научными и техническими исследованиями в области мирного использования ядерной энергии, радиационной безопасности, радиоэкологии, радиационного материаловедения. Здесь проводятся исследования в области физико-технических проблем энергетики, превращения нетрадиционных видов энергии, радиационных эффектов в твёрдых телах, а также осуществляется обмен внутренней и внешней информацией в этих направлениях.

## История
Согласно постановлениям Государственного Комитета по науке и технике при Совете Министров СССР за № 27 от 21 мая 1969 года с целью разработки новейших и перспективных направлений в технической и прикладной химии был создан Сектор Радиационных Исследований Академии Наук Азербайджана. На базе сектора радиационных исследований согласно постановлениям Кабинета Министров Азербайджанской Республики № 81 от 21 мая 2002 года и Президиума Национальной Академии Наук Азербайджана № 13/1 от 3 июня 2002 года был создан Институт радиационных проблем.

## Направление деятельности
- Использование ядерной энергии в мирных целях
- Радиационное материаловедение и радиационная физика
- Ядерная и радиационная безопасность (Экология, Радиоэкология, Радиобиология)
- Физико-химические проблемы процессов превращения энергии. Альтернативная энергетика

## Достижения
- Исследования радиационно-стимулированных процессов в твёрдых телах:
  - Выявлено, что центрами радиационно-гетерогенного разложения воды на поверхности циркония являются заряженные состояния
  - Установлены закономерности образования и рекомбинации центров люминесценции в слоистых монокристаллах GaS под воздействием гамма излучения
  - Получено релаксорное сегнетоэлектрическое состояние кристалла TIInS2 под воздействием гамма излучения (D>300 Мрад)
- Получение и исследование преобразователей энергии на основе полимер композитов, нано композитов и соединений типа AIVBIV. Выявлена особая композитная система, в которой зависимость интенсивности люминесценции, происходящей при значениях поглощённой дозы γ-облучения 0,5-1,5 Мрад и Тγ=165 К, от дозы облучения носит линейный характер.
- Выявлены физико-химические закономерности процессов ожижения и газификации твёрдых органических отходов с использованием возобновляемых источников энергии и радиации.
- Впервые была проведена подготовка сырой нефти к переработке в условиях нефтяных промыслов с использованием солнечной энергетической установки.
- Впервые выявлено, что процессы радиолитического превращения воздуха (двуокись азота) стимулируются дельта-электронами, эмитированными из дисперсного железа.
- Исследование радиоэкологического и физико-химического влияния энерготопливных комплексов на окружающую среду

## Руководство
- Мустафаев Ислам Исрафил оглы, член-корреспондент НАНА, доктор химических наук, профессор — с 27.05.2021[1]
- Самедов, Огтай Абил оглы[2], доктор физико-математических наук, профессор, член-корреспондент НАНА, 2015 — 22.01.2021
- Гарибов, Адил Абдулхалыг оглы, доктор химических наук, профессор, заслуженный деятель науки, член-корреспондент НАНА, 2003—2015.

## Структура
Лаборатории:
- Лаборатория физики и химии влияния вредных факторов на окружающую среду
- Лаборатория молекулярной спектроскопии облученных материалов
- Лаборатория радиационной физики полимеров
- Лаборатория радиационной физики в электроактивных композитных материалов
- Лаборатория сегнетоэлектрической радиационной физики
- Лаборатория преобразования возобновляемых видов энергии
- Лаборатория радиационной физики полупроводников
- Лаборатория радиационной физики приборов
- Лаборатория энергоёмких радиационных процессов
- Лаборатория энергосберегающих радиационных процессов
- Лаборатория радиационной химии окружающей среды
- Лаборатория радиационной химии гетерогенных процессов
- Лаборатория радиобиологии
- Лаборатория радиоэкологии
- Лаборатория радиохимии
- Лаборатория радиопротекторов

Группы:
- Группа радиационной химии и технологии полимеров
- Технологическая группа
- Группа ветровой энергии
- Группа физики ядерных реакторов
- Группа физики радионуклидосодержащих материалов
- Патентная группа

Отдел международных проектов и информации
Азербайджанский Национальный Центр международной ядерной информационной системы
Центр ядерной и радиационной безопасности республики
Научно-экспериментальный комплекс «Изотопный источник излучения»
Научно-экспериментальный комплекс «Электронный ускоритель» (руководитель Аскер Абиев)

## Сотрудники
- Джафаров, Элимхан Сулейман оглы — доктор биологических наук, лаборатории радиобиологии[4].
- Магеррамов, Ариф Муса оглы — доктор физико-математических наук, заведующий лабораторией радиационной физики электроактивных композитных материалов[5].